# HD204131
HD204131 — хімічно пекулярна зоря спектрального класу B9, що має видиму зоряну величину в смузі V приблизно  6,6.
Вона  розташована на відстані близько 569,2 світлових років від Сонця.

## Фізичні характеристики
Зоря HD204131 обертається 
порівняно повільно 
навколо своєї осі. Проєкція її екваторіальної швидкості на промінь зору становить  Vsin(i)= 44км/сек.

## Пекулярний хімічний склад
Зоряна атмосфера HD204131 має підвищений вміст 
Si
.

## Магнітне поле
Спектр даної зорі вказує на наявність магнітного поля у її зоряній атмосфері.
Напруженість повздовжної компоненти поля оціненої з аналізу
крил ліній Бальмера
становить  788,9± 535,0 Гаус.